# Генкін Яків Михайлович
Яків Михайлович Генкін (1888, місто Катеринослав, тепер Дніпро — 1970, місто Москва) — радянський діяч органів державної безпеки, голова Херсонського губернського комітету КП(б)У.

## Життєпис
Народився в лютому 1888 року в родині вчителя єврейської школи. З десятирічного віку був учнем слюсаря, працював слюсарем та майстром у слюсарно-водопровідних майстернях Катеринослава, Одеси і Херсона.
Екстерном склав екзамени на звання народного вчителя, займався репетиторством, працював на консервному заводі в Ставрополі. У 1917 році — голова ради профспілок у місті Ставрополі.
Член РСДРП(б) з 1917 року.
З серпня 1917 року — голова профспілки тютюнників у місті Херсоні, член Херсонської ради робітничих і солдатських депутатів, один із діячів Червоної гвардії Херсона.
У 1918 році — член Херсонського підпільного революційного комітету.
З 1919 року — товариш (заступник) голови виконавчого комітету Херсонської губернської ради.
У березніnbsp;— квітні 1919 року — голова Херсонського губернського комітету КП(б)У.
З червня до серпня 1919 року — голова Херсонської губернської надзвичайної комісії (ЧК). Потім — член підпільного повстанського штабу в Херсоні. Працював в органах соціального забезпечення.
З червня 1920 року — помічник завідувача відділу Народного комісаріату соціального забезпечення РРФСР у Москві.
У грудні 1920—1930 роках — помічник уповноваженого, уповноважений, начальник 4-го, 9-го, 10-го, 4-го відділень, помічник начальника секретного відділу ВЧК при РНК РРФСР (ОДПУ при РНК СРСР). У квітні 1931—1932 роках — начальник 4-го відділення  економічного відділу ОДПУ при РНК СРСР. У серпні 1932—1933 роках — помічник начальника Головної інспекції Головного управління робітничо-селянської міліції при ОДПУ СРСР.
У травні 1933 — листопаді 1936 року — начальник обліково-статистичного відділу ОДПУ (ГУДБ НКВС) СРСР. У листопаді 1936—1937 роках — заступник начальника 10-го (тюремного) відділу ГУДБ НКВС СРСР.
У липні 1937—1939 роках — в Управлінні НКВС по Саратовській області: начальник відділу держзйомки і картографії, начальник відділу місць позбавлення волі.
У 1939 році звільнений у запас і виключений із партії. Отримував пенсію по інвалідності. Після смерті Сталіна поновлений в членах КПРС.
Помер у 1970 році в Москві.

## Звання
- старший майор державної безпеки (1935)